# Fodboldbane
En fodboldbane er et areal, hvor man spiller fodbold. Dens officielle dimensioner og markeringer defineres af §1 i Laws of the Game, "Banen".
Alle markeringerne på banen danner den del af arenaen som de definerer. Eksempelvis er en bold på eller ovenover sidelinjen stadig på banen, en bold på mållinjen er i målfeltet, og en strafbar handling foretaget på 16,5-meter linjen er foregået i feltet. Derfor skal en bold have krydset linje helt for at være ude af spil, og en bold skal krydse mållinjen (linjen mellem målstolperne) helt, for at et mål er scoret. Hvis en del af bolden stadig er på eller ovenover linjen, er bolden stadig i spil.
Banebeskrivelserne der gælder for seniorkampe er beskrevet nedenfor. Grundet den originale formulering af regler i England og den tidligere styring af de fire britiske fodboldforbund i IFAB, var standarddimensioner for en fodboldbane oprindeligt udtrykt i imperial enheder. Reglerne giver nu også dimensionerne med en metriske tal (med de traditionelle måleenheder i parenteser), men imperiale enheder brugers stadig i nogle lande, især Storbritannien.

## Banens afgrænsning
Banen er et rektangulært område. De lange sider kaldes sidelinjer. De to korte sider kaldes for mållinjer. De to mållinjer skal være mellem 45 og 90 m (50 og100 yd) og have samme længde. De to sidelinjer skal også have samme længde og være mellem 90 og 120 m (100 og 130 yd) I internationale kampe skal mållinjen imidlertid være mellem 64 og 75 m (70 og 80 yd) lange og sidelinjerne mellem 100 og 110 m (110 og 120 yd). Alle linjer skal være lige brede og må ikke overstige 12 cm (5 in). Hjørnerne af banen er markeret af hjørneflag.
I marts 2008 forsøgte IFAB at standardisere størrelsen på fodboldbanen til internationale kampe og satte de officielle dimensioner for en bane til at være 105 m lang og 68 m bred. Men til en ekstraordinært møde hos IFAB den 8. maj 2008 blev det besluttet at denne ændring blev sat på standby indtil et review var lavet, og den foreslåede ændring er aldrig blevet implementeret.
Selvom termen mållinje oftest bruges som den del af linjen der er mellem målstolperne, er det faktisk en reference til hele linjen mellem de to hjørneflag i den ende af banen. Termen baglinjen bruges ofte til at referere til den del af linjen der ikke er mellem målstolperne. Termen er oftest brugt blandt fodboldkommentatorer og i kampbeskrivelser, såsom i dette eksempel fra en kamprapport fra BBC; "Udeze kommer ned til venstre baglinje og hans indlæg bliver sparket væk..."

## Mål
Målene er placeret midt på hver mållinje. De består hver af to lodrette stolper, placeret lige langt fra hjørneflagene. De hænger sammen ved en horisontalt placeret stolpe, overliggeren, på toppen af dem. De inderste kanter af stolperne skal være 7,32 meter fra hinanden, og den laveste kant på overliggeren skal være 2,44 meter over jorden. Det er som regel net i målene, selvom dette ikke er et krav ifølge reglerne. Det kræves dog at nettet ikke er til gene for målmand eller markspillere.
Stolperne og overliggeren skal være hvide og lavet af enten træ, metal eller andet godkendt materiale. Reglerne vedrørende formen på dem er mere løse, men det skal være en form der ikke er til fare for spillerne.
Et mål er scoret, hvis bolden passere mållinjen mellem stolperne, selv hvis en forsvarende spiller er den sidste der rører bolden, inden der passere mållinjen (se selvmål). En scoring kan imidlertid annulleres hvis spilleren der scorede eller en spiller fra dennes hold begår en strafbar handling i tiden mellem bolden sidst var ude af spil og til målet scores. Målet underkendes også, hvis en spiller fra det scorende hold begår en strafbar handli,ng inden bolden har passeret linjen, eksempelvis hvis der laves en strafbar handling og en straf uddeles, men bolden fortsætter sin vej og ender med at passer mållinjen.

### Fodboldmålets og nettes historie
Fodboldmål er først beskrevet i England i slutningen af det 16. århundrede og tidlige 17. århundrede. I 1584 og 1602 henviste henholdsvis John Norden og Richard Carew til "mål" i Cornish hurling. Den første reference til at score et mål er i John Days skuespil The Blind Beggar of Bethnal Green (opført cirka 1600, udgivet 1659). I lighed med et digt i 1613, referer Michael Drayton til "når bolden kastes, og føres mod mål, i hold de kæmper". Solide overliggere blev første gang introduceret af Sheffield reglerne. Fodboldnet blev opfundet af Liverpool-ingeniøren John Brodie i 1891.

## Straffesparks- og målfelterne
To rektangulære bokse er markeret på banen foran hvert mål.
Målfeltet (eller Det lille felt), består af området dannet af mållinjen, to linjer der starter på mållinjen fem meter fra målstolperne og går fem meter ind på banen fra mållinjen, hvor en linje spænder mellem dem. Målspark og ethvert frispark begået i målfeltet til det forsvarende hold, må tages fra hvilket som helst sted i dette felt. Indirekte frispark til det angribende hold, begået i målfeltet, skal tages fra det sted på den, til mållinjen, parallelle linje, tættest på det sted hvor den strafbare handling blev foretaget; frisparkene kan ikke tages længere inde i målfeltet. På samme måde foretages dommerkast, der ellers skulle været taget inde i målfeltet.
Straffesparksfeltet (eller Det store felt eller bare feltet) er på samme måde formet af mållinjen og linjer der går ud herfra. Men dets linjer starter 16 meter fra målstolperne og går 16 meter ud i banen. Området har flere funktioner, hvor den mest prominente er at markerer hvor målmanden må røre bolden med hænderne og hvor en strafbar handling begået af en forsvarsspiller, der normalt bliver straffet med et direkte frispark, nu bliver straffet med et straffespark.
Straffesparkspletten (eller bare pletten) er 11 meter foran den præcise midte af hvert mål; det er fra dette punkt straffespark bliver taget. Buen er markeret på ydersiden af hvert straffesparksfelt, 9,15 meter fra straffesparkspletten; denne, sammen med straffesparksfeltet, markerer hvor alle spillere, udover sparkeren og målmanden, skal være under et straffespark.